# Borovnice (okres Benešov)
Obec Borovnice (německy Borownitz) se nachází v okrese Benešov, kraj Středočeský asi 12 km jihovýchodně od města Vlašim. Žije zde 89 obyvatel.

## Historie
První písemná zmínka o obci pochází z roku 1352.

### Územněsprávní začlenění
Dějiny územněsprávního začleňování zahrnují období od roku 1850 do současnosti. V chronologickém přehledu je uvedena územně administrativní příslušnost obce v roce, kdy ke změně došlo:
- 1850 země česká, kraj Pardubice, politický okres Ledeč, soudní okres Dolní Kralovice[4]
- 1855 země česká, kraj Čáslav, soudní okres Dolní Kralovice
- 1868 země česká, politický okres Ledeč, soudní okres Dolní Kralovice
- 1939 země česká, Oberlandrat Německý Brod, politický okres Ledeč nad Sázavou, soudní okres Dolní Kralovice[5]
- 1942 země česká, Oberlandrat Tábor, politický okres Ledeč nad Sázavou, soudní okres Dolní Kralovice[6]
- 1945 země česká, správní okres Ledeč nad Sázavou, soudní okres Dolní Kralovice[7]
- 1949 Pražský kraj, okres Vlašim[8]
- 1960 Středočeský kraj, okres Benešov
- 2003 Středočeský kraj, okres Benešov, obec s rozšířenou působností Vlašim

### Rok 1932
V obci Borovnice (přísl. Otročice, 394 obyvatel, katol. kostel) byly v roce 1932 evidovány tyto živnosti a obchody: 3 hostince, 2 mlýny, 2 pily, řezník, obchod se smíšeným zbožím, 3 trafiky, truhlář, zámečník.

## Památky
- Kostel svatého Petra a Pavla – podle pověsti měl stát snad kdesi na Moravě[zdroj?]

## Doprava
Dopravní síť
- Pozemní komunikace – Do obce vedou silnice III. třídy. Okolo obce probíhá silnice II/112 Benešov - Vlašim - Borovnice - Čechtice - Pelhřimov.

- Železnice – Železniční trať ani stanice na území obce nejsou.

Veřejná doprava 2012
- Autobusová doprava – V obci měly zastávky autobusové linky jedoucí např. do těchto cílů: Benešov, Čechtice, Humplec, Jihlava, Kamenice nad Lipou, Ledeč nad Sázavou, Pelhřimov, Praha, Vlašim.